# Municipio de Vienna (condado de Genesee)
El municipio de Vienna (en inglés: Vienna Township) es un municipio ubicado en el condado de Genesee en el estado estadounidense de Míchigan. En el año 2010 tenía una población de 13255 habitantes y una densidad poblacional de 145,74 personas por km².

## Geografía
El municipio de Vienna se encuentra ubicado en las coordenadas 43°10′49″N 83°45′40″O / 43.18028, -83.76111. Según la Oficina del Censo de los Estados Unidos, el municipio tiene una superficie total de 90.95 km², de la cual 90.66 km² corresponden a tierra firme y (0.31%) 0.28 km² es agua.

## Demografía
Según el censo de 2010, había 13255 personas residiendo en el municipio de Vienna. La densidad de población era de 145,74 hab./km². De los 13255 habitantes, el municipio de Vienna estaba compuesto por el 94.72% blancos, el 1.79% eran afroamericanos, el 0.61% eran amerindios, el 0.35% eran asiáticos, el 0.02% eran isleños del Pacífico, el 0.59% eran de otras razas y el 1.92% pertenecían a dos o más razas. Del total de la población el 2.65% eran hispanos o latinos de cualquier raza.